# 火線赤子情
是一部2012年大衛·艾亞編劇執導的美國警匪劇情片。傑克·葛倫霍與麥可·潘納主演。原本計劃於2012年9月28日上映，後來提前一周於9月21日上映。

## 劇情
傑克·葛倫霍、麥可·潘納飾演一對搭擋巡邏的警員。兩人是好搭檔也是好麻吉，透過他們別在胸前的微型HD攝影機畫面紀錄，帶領觀眾以第一人稱的主觀視角，身歷其境地深入全美治安最敗壞的洛杉磯南區巡邏。兩人在這個拉丁裔與黑人龍蛇雜處的地區執勤，堪稱界上最危險的任務之一，警員遭歹徒伏擊傷亡的機率，不亞於戰場！
電影一開場即以接連而來的一樁樁巡邏任務，讓觀眾藉由主觀鏡頭，感受到各種突發狀況的臨場震撼，真實刺激，毫無冷場！傑克葛倫霍、麥可潘納兩人雖是武裝巡警，但處在敵暗我明情況下執勤，讓觀眾隨著他們臨淵履薄的腳步，分秒屏息，繃緊神經。無論是直搗毒梟的正面駁火、處理不定時炸彈般的家暴瘋漢、或是火場搶救婦孺，兩人都是義無反顧地身先士卒，出生入死。
然而，微型HD攝影機的畫面，不但讓觀眾感受到警員們隨時都會遭突發事件的危險，也同樣紀錄了他們卸下警徽與配槍後，和情人、妻子、家人的相處點滴，讓觀眾更深入他們的內心世界，也更加為他們平日出勤時的性命安危提心吊膽，扣人心弦。到底，這對生死與共的麻吉警員，每一次任務都能全身而返嗎？終於，那一天來了…。

## 演員
| 演員                               | 角色                        | 備註                                                    |
| 傑克·葛倫霍 Jake Gyllenhaal        | 布萊恩·泰勒 Brian Taylor    | 洛杉磯警察局牛頓區行動分局警官。與札瓦拉搭檔，代號X13。 |
| 麥可·潘納 Michael Pena             | 米格爾·札瓦拉 Miguel Zavala | 洛杉磯警察局牛頓區行動分局警官。與泰勒搭檔，代號X13。   |
| 安娜·坎卓克 Anna Kendrick          | 珍娜 Janet                  | 泰勒妻子。                                              |
| 艾美莉卡·弗瑞娜 America Ferrera    | 歐蘿絲可 Orozco             | 警官。與黛維絲搭檔，代號X25。                           |
| 柯蒂·霍恩 Cody Horn                | 黛維絲 Davis                | 警官。與歐蘿絲可搭檔，代號X25。                         |
| 娜塔莉·瑪汀納絲 Natalie Martinez   | 蓋比 Gabby                  | 札瓦拉妻子。                                            |
| 法蘭克·葛里洛 Frank Grillo         | 警長 Sergeant               | 泰勒和札瓦拉的上司，亦是警局警長。                      |
| 大衛·哈伯 David Harbour            | 范·霍瑟 Van Hauser          | 警官。與蘇克搭檔，代號X4。                              |
| 克莉絲提·吳 Kristy Wu              | 蘇克 Sook                   | 警官。與霍瑟搭檔，代號X4。                              |
| 傑米·費茲西蒙斯 Jaime FitzSimons   | 里斯 Captain Reese          | 警隊大隊長，最高層級。                                  |
| 莫里斯·康特 Maurice Compte         | 大惡魔 Big Evil             | 墨西哥黑幫「街邊幫」頭頭。                              |
| 克列·沙希德·史隆 Cle Shaheed Sloan | 崔 Tre                      | 與街邊幫敵對之黑幫分子，曾挑釁札瓦拉卻被制伏。          |

## 評價
本片收穫了大多好評。爛番茄新鮮度為86％，平均分7.2。Metacritic给出的平均分為70。

## 票房
美國首周末收穫1300萬美元，名列第一位。
| 上一届： 《生化危机：惩罚》 | 2012年美國週末票房冠軍 第38周 | 下一届： 《精灵旅社》 |

## 外部連結
- 互联网电影数据库（IMDb）上《End of Watch》的资料（英文）
- End of Watch at Top Hollywood Movies
- 爛番茄上《End of Watch》的資料（英文）
- Metacritic上《End of Watch》的資料（英文）
- Box Office Mojo上《End of Watch》的資料（英文）